# Paradise (chanson de Sade)
Pour les articles homonymes, voir Paradise.
Singles de Sade
Love Is Stronger Than Pride
(1988) Nothing Can Come Between Us
(1988)
Clip vidéo
[vidéo] « Paradise », sur YouTube
Paradise est une chanson du groupe britannique Sade, extraite de leur troisième album studio Stronger Than Pride de 1988, chez Epic Records. Elle est sortie le 23 mai 1988 en tant que deuxième single de l'album. La chanson est écrite par Sade Adu, Andrew Hale, Stuart Matthewman et Paul Denman.
C'est l'un des titres emblématiques et un des plus importants succès international du groupe des années 1980 et années 1990.

## Paroles et composition
Paradise est écrite dans la tonalité de fa mineur en temps commun avec un tempo de 102 battements par minute. La voix de Sade Adu s'étend de fa3 à la4.
Cette chanson d'amour, aux paroles écrites sur le thème d'une relation amoureuse paradisiaque, est enregistrée en 1987 avec l'album Stronger Than Pride au célèbre studio Miraval du château de Miraval en Provence « Je laverais le sable du rivage, te donner le monde s'il était à moi, je me sens bien, tu es à moi, je suis à toi, comme au paradis, je veux partager ma vie avec toi, je veux partager ma vie, ooh quelle vie, comme au paradis... ».

## Accueil commercial
Intégrée à toutes les compilations de la carrière du groupe, elle est un de ses records de vente international (en particulier n°1 des ventes américaines durant une semaine à sa sortie, et trois fois disque de platine aux États-Unis...) avec Smooth Operator de l'album Diamond Life de 1984, The Sweetest Taboo de l’album Promise de 1985, et No Ordinary Love de l'album Love Deluxe de 1992...

## Clip
Dans le clip, Sade Adu chante sa chanson à une petite fille, avec qui elle se promène sur un rythme de danse chaloupée de calypso, dans les rues du vieux quartier historique Tepito de Mexico au Mexique,.

## Crédits
Sade
- Sade Adu : chant
- Andrew Hale : synthétiseur
- Paul Denman (en) : basse
- Stuart Matthewman : guitare, saxophone

Musiciens additionnels
- Leroy Osbourne : chant
- Gordon Hunte : guitare, saxophone
- Martin Ditcham (en) : batterie, percussion

## Classements
| Classement (1988–89)                     | Meilleure position |
| ---------------------------------------- | ------------------ |
| Australie (ARIA)                         | 86                 |
| Belgique (Flandre Ultratop 50 Singles)   | 28                 |
| Canada (Top Singles)                     | 18                 |
| Canada (Adult Contemporary)              | 1                  |
| États-Unis (Hot 100)                     | 16                 |
| États-Unis (Adult Contemporary)          | 3                  |
| États-Unis (Hot Black Singles)           | 1                  |
| États-Unis (Dance Club Songs)            | 21                 |
| États-Unis (Dance Singles Sales)         | 44                 |
| États-Unis (Cash Box Top 100)            | 20                 |
| États-Unis (Cash Box Black Contemporary) | 1                  |
| Finlande (Suomen virallinen lista)       | 28                 |
| France (SNEP)                            | 38                 |
| Pays-Bas (Nederlandse Top 40)            | 26                 |
| Pays-Bas (Single Top 100)                | 33                 |
| Royaume-Uni (UK Singles Chart)           | 29                 |

| Classement (1988)                  | Position |
| ---------------------------------- | -------- |
| États-Unis (Adult Contemporary)    | 43       |
| États-Unis (Hot R&B/Hip-Hop Songs) | 41       |